# Primera División (Uruguay) 1982
Die Saison 1982 der Primera División war die 79. Spielzeit (die 51. der professionellen Ära) der höchsten uruguayischen Spielklasse im Fußball der Männer, der Primera División.
Die Primera División bestand in der Meisterschaftssaison des Jahres 1982 aus 14 Vereinen, deren Mannschaften in insgesamt 182 von Ende Juni bis in die zweite Dezemberhälfte des Jahres ausgetragenen Meisterschaftsspielen jeweils zweimal aufeinandertrafen. Es fielen 454 Tore. Die Meisterschaft gewann der Club Atlético Peñarol als Tabellenerster vor Nacional Montevideo und dem Club Atlético Defensor als Zweitem und Drittem der Saisonabschlusstabelle. Der Liverpool FC musste in die Segunda División absteigen. Peñarol, Nacional und die Montevideo Wanderers qualifizierten sich für die Copa Libertadores 1983.
Torschützenkönig wurde mit 17 Treffern Fernando Morena vom Meister Peñarol.
Des Weiteren wurde sowohl eine Relegations-Runde um Ab- bzw. Aufstieg in einer Vierergruppe bestehend aus dem Erstligisten Liverpool FC und den Klubs Centro Atlético Fénix, El Tanque Sisley sowie Racing Club de Montevideo ausgespielt, bei der jede Mannschaft sechs Spiele absolvierte. Dem schloss sich ein Auf-/Abstiegs-Playoff-Spiel zwischen Liverpool FC und Fénix an, das Liverpool zwar mit 2:0 zu seinen Gunsten entschied. Dennoch musste der Klub absteigen, einen Aufsteiger zur neuen Saison gab es nicht.

## Jahrestabelle
| Pl. | Verein                    | Sp. | S  | U  | N  | Tore    | Diff. | Punkte |
| --- | ------------------------- | --- | -- | -- | -- | ------- | ----- | ------ |
| 1.  | Club Atlético Peñarol (M) | 26  | 15 | 9  | 2  | 047:220 | +25   | 39     |
| 2.  | Nacional Montevideo       | 26  | 14 | 6  | 6  | 044:240 | +20   | 34     |
| 3.  | Club Atlético Defensor    | 26  | 13 | 8  | 5  | 049:350 | +14   | 34     |
| 4.  | Bella Vista               | 26  | 9  | 11 | 6  | 035:260 | +9    | 29     |
| 5.  | Montevideo Wanderers      | 26  | 8  | 12 | 6  | 031:300 | +1    | 28     |
| 6.  | Sud América               | 26  | 9  | 9  | 8  | 029:290 | ±0    | 27     |
| 7.  | Danubio FC                | 26  | 7  | 12 | 7  | 031:290 | +2    | 26     |
| 8.  | Club Atlético Progreso    | 26  | 9  | 6  | 11 | 027:290 | −2    | 24     |
| 9.  | Rampla Juniors            | 26  | 8  | 8  | 10 | 035:430 | −8    | 24     |
| 10. | CA Cerro                  | 26  | 6  | 10 | 10 | 025:310 | −6    | 22     |
| 11. | Liverpool FC              | 26  | 7  | 8  | 11 | 016:240 | −8    | 22     |
| 12. | Miramar Misiones          | 26  | 6  | 8  | 12 | 029:400 | −11   | 20     |
| 13. | River Plate               | 26  | 6  | 7  | 13 | 035:520 | −17   | 19     |
| 14. | Huracán Buceo             | 26  | 5  | 6  | 15 | 021:400 | −19   | 16     |

| (M) | Meister der vorangegangenen Saison  |
| (N) | Aufsteiger aus der Segunda División |

## Relegationsrunde
| Pl. | Verein                    | Sp. | S | U | N | Tore    | Diff. | Punkte |
| --- | ------------------------- | --- | - | - | - | ------- | ----- | ------ |
| 1.  | Centro Atlético Fénix     | 6   | 3 | 1 | 2 | 008:600 | +2    | 07     |
| 2.  | Liverpool FC              | 6   | 2 | 3 | 1 | 006:500 | +1    | 07     |
| 3.  | El Tanque Sisley          | 6   | 2 | 2 | 2 | 006:300 | +3    | 06     |
| 4.  | Racing Club de Montevideo | 6   | 1 | 2 | 3 | 004:800 | −4    | 04     |

- Relegtions Playoff:

|              | Ergebnis |                       |
| ------------ | -------- | --------------------- |
| Liverpool FC | 2:0      | Centro Atlético Fénix |